# タイタンフォール
タイタンフォール（英:Titanfall）は、リスポーン・エンターテインメントが開発し、エレクトロニック・アーツより2014年に発売されたファーストパーソン・シューティングゲーム。対応プラットフォームはMicrosoft Windows、Xbox One、Xbox 360。タイタンフォールシリーズ1作目である。
2021年12月2日に新規販売を終了し、2022年3月1日にサブスクリプションサービスでの本作の提供を終了した。

## 概要
タイタンフォールシリーズ第一作。キャンペーンモードはマルチプレイと統合されており、マルチプレイの戦闘中にストーリーの演出が発生する。
本作はマイクロソフトの独占タイトルとして発売。Xbox 360版の発売日は予定されていた2014年3月13日から北米では4月8日、欧州では4月11日、日本では4月10日に延期された。Xbox One版は北米では3月11日、日本ではXbox Oneの発売と同時の9月4日に発売された。
2020年9月21日にお蔵入りとなった一人用モードの未発表映像が公開された。

## ストーリー
今より遙か遠い未来、地球でジャンプドライブと呼ばれるシステムが開発され光年単位の長距離移動が瞬時に可能になったことで、人類は宇宙開拓へと乗り出した。その中で、地球によく似た環境を持つ惑星群『フロンティア』が発見される。このフロンティアが、タイタンフォール・シリーズ、またストーリーで語られるフロンティア戦争の舞台である。
フロンティア開拓は、巨大企業である『Interstellar Manufacturing Corporation』（以降『IMC』）が行っていたが、そのIMCが新事業としてフロンティアへの移住プランを発表。フロンティアへの移住の支援を行う事業を始めた。これにより、フロンティアでの生活に希望を抱く多くの人々がフロンティアへ移住した。支援の一部には、二足歩行の巨大ロボット『タイタン』の支給も含まれた。開戦前はタイタンは兵器では無く、作業用の大型ロボットとして利用されていた。
しかしある時、IMCがフロンティア開拓に関する事業の全てを中止し、移民への支援も停止してしまった。主な要因はフロンティアへの目新しさが無くなったこと、そして地球周辺のIMCが有する惑星群にて争乱が起きた為である。取り残されたフロンティアの住民はその後数十年に渡り、自分達の力だけでなんとか生活を送っていた。
その後、IMCがフロンティアに戻ってくると、支援なしで発展を遂げた住民達に対し、初期の開拓を行っていたこと、移住や開拓を支援していたことを理由に、フロンティアの全資源の所有権を主張。反対するものには武力を行使するという圧制を始める。これに対し、フロンティア内で対IMC同盟が成立。レジスタンス軍『ミリシア』が結成され、本格的な衝突に移行。フロンティア戦争が始まるのである。
IMCは武装させた『タイタン』を兵器として投入し、圧倒的な軍事力でミリシアを追い込んだが、ミリシア側はIMCからタイタンを鹵獲又は強奪し、これに対抗。苦戦を強いられるも、惑星デメテルでの戦いに勝利した事で地球・フロンティア間の兵站ルートを遮断した。

## キャンペーンステージ
Training
ハモンド産業パイロット訓練ポッド（Hammond Industries Pilot Combat Certification Simulator）によるシミュレーション。
燃料補給集団の襲撃（The Refueling Raid）
マップ「フラクチャー」で「拠点制圧」を行う。惑星VictorにあるIMCの採掘施設。
コロニー（The Colony）
マップ「植民地」で「消耗戦」を行う。惑星トロイの小さな町。
オデッセイ（The Odyssey）
マップ「レリック」で「消耗戦」を行う。惑星トロイにある「IMS オデッセイ」の残骸。
バーカーを追え（Get Barker）
マップ「エンジェルシティ」で「消耗戦」を行う。惑星Angeliaにある都市。
センチネルへの襲撃（Assault on the Sentinel）
マップ「第207前哨基地」で「消耗戦」を行う。
ドラゴンがくる（Here Be Dragons）
マップ「ボーンヤード」で「拠点制圧」を行う。惑星LeviathanにあるIMCの基地。
スリー・タワーズ（The Three Towers）
マップ「航空基地」で「消耗戦」を行う。惑星デメテルの月にあるIMCの航空基地。
デメテルの戦い（The Battle of Demeter）
マップ「デメテル」で「拠点制圧」を行う。惑星デメテルにあるIMCの燃料施設。
人造人間（Made Men）
マップ「コーポレート」で「拠点制圧」を行う。スペクターを生産するハモンドロボティクスの工場。

## 登場人物

### フロンティア ミリシア（Frontier Militia）
惑星系「フロンティア」の市民軍。
サラ・ブリッグス
ビッシュ
ジェームズ・マクアラン
元IMCの中佐。
バーカー

### IMC
Interstellar Manufacturing Corporationの略。星間製造企業。
マーカス・グレーブス中将
クーデン・ブリスク
マーヴィン（M.R.V.N.）
Mk. III Mobile Robotic Versatile Entityの略。ハモンドロボティクスが製造する「移動ロボット型汎用作業機」。胸部のモニタで感情表現をする。
スペクター（Spectre）
ハモンドロボティクスが製造する戦闘用ロボット。
スパイグラス（Spyglass）
スペクターを改造したロボット。ナビゲーションを行う。

### ハモンド ロボティクス（Hammond Robotics）
タイタンなどを製造するIMCの子会社。

## その他のマップ
ラグーン
ネクサス
惑星ハーモニーにある集落。
オーバールック
ライズ
惑星グリッドアイアンにある前哨基地。
スマグラーズ・コーブ
訓練場
惑星グリッドアイアンにあるIMCの訓練施設。ここで実施されるパイロットトレーニングプログラムの致死率は98％。